# إيفان إغليسياس
إيفان إغليسياس (بالإسبانية: Iván Iglesias)‏ (16 ديسمبر 1971 بخيخون في إسبانيا - ) هو لاعب كرة قدم إسباني في مركز الوسط. لعب مع رايو فايكانو وريال أوفييدو وريال سبورتينغ خيخون وسبورتينغ خيخون ب ونادي برشلونة ونادي كارتاخينا وAstur CF ‏.

## وصلات خارجية
- إيفان إغليسياس على موقع قاعدة بيانات كرة القدم.إي يو (الإنجليزية)